# توم سنايدر
توم سنايدر (بالإنجليزية: Tom Snyder)‏ هو رسام رسوم متحركة أمريكي، ولد في 1949.

## وصلات خارجية
- توم سنايدر على موقع IMDb (الإنجليزية)